# Plaça Major (Sant Llorenç de Morunys)
La Plaça Major de Sant Llorenç de Morunys és un conjunt monumental que forma part de l'Inventari del Patrimoni Arquitectònic Català de Sant Llorenç de Morunys (Solsonès).

## Descripció
Malgrat que la plaça és de construcció recent, les cases que la configuren responen a un tipus de casa típica de la vila de Sant Llorenç de Morunys o dels Piteus: les cases consten de dues plantes, la inferior utilitzada primerament per al bestiar i per l'obrador, convertit més tard en botiga (recordem la gran tradició en la confecció de draps de llana, anomenats a Sant Llorenç, piteus); el superior per habitacions i el sotateulada o perxe (nom amb el qual es coneix popularment les golfes a la vila de Sant Llorenç) per magatzems de productes agrícoles i sobretot com a estenedor de les madeixes de llana per a confeccionar els draps piteus.

### Notícies històriques
L'actual Plaça major de Sant Llorenç és un dels àmbits urbans més moderns de la vila. Quedà configurada com a plaça al segle xix o a finals del XVIII, car en el capbreu de 1784 tot el lloc de l'actual plaça estava destinat a horts de conreus pels habitants de la vila. En el capbreu de 1483 constituïa un lloc totalment edificat ple de cases i corrals.